# Kirche der Mutter Gottes, der Königin von Polen (Pisanica)
Die Kirche in Pisanica ist ein Bauwerk aus dem beginnenden 20. Jahrhundert und war bis 1945 das zentrale Gotteshaus für das ostpreußische evangelische Kirchspiel Pissanitzen (1926–1945 Ebenfelde). Heute ist sie Pfarrkirche der römisch-katholischen Pfarrei Pisanica in der polnischen Woiwodschaft Ermland-Masuren.

## Lage
Das masurische Dorf Pisanica liegt 14 km östlich der Kreisstadt Ełk (deutsch Lyck) im Südosten der Woiwodschaft Ermland-Masuren und ist von der Landesstraße 16 aus über Sędki (Sentken) bzw. Wysokie (Wyssocken, 1938–1945 Waltershöhe) zu erreichen. Der Standort der Kirche befindet sich im Nordostbereich des Dorfes unweit der Straße nach Borzymy (Borszymmen, 1936–1938 Borschymmen, 1938–1945 Borschimmen).

## Kirchengebäude
Im Jahr 1565 entstand in Pissanitzen die erste Kirche. Sie wurde in Holzbauweise errichtet. Beim Tatareneinfall 1656 erfuhr das Gotteshaus eine totale Zerstörung. Es wurde eine neue Kirche, wohl wieder aus Holz, errichtet, die jedoch später einem Brand zum Opfer fiel.
Nach den Plänen des Berliner Baumeisters Arthur Kickton wurde in den Jahren 1913/14 eine Kirche aus Steinen gebaut, die am 29. Januar 1914, acht Monate vor Kriegsausbruch, eingeweiht wurde. Bereits im ersten Kriegsjahr wurde sie von russischen Truppen zerstört.
Zu Beginn der 1920er Jahre wurde das Gotteshaus in der ursprünglichen Weise im heute noch vorhandenen Zustand wiederhergestellt: als unverputzter Ziegelbau mit eingebautem Turm.
Der Innenraum ist in drei Schiffe unterteilt und hat flach gedeckte Abseiten. Über dem Mittelschiff befindet sich ein Tonnengewölbe. Der Altarraum hat ein massives Kreuzgewölbe. Der Kanzelaltar wurde in gotisierenden Formen ausgeführt. Die Ausmalung der Kirche hat Ernst Fey aus Berlin vorgenommen.
Nach 1945 wurde das Gotteshaus der katholischen Kirche übereignet, die es innen dem veränderten liturgischen Gebrauch anpasste. Zunächst war es Filialkirche der Pfarrei Wiśniowo Ełckie (Wischniewen, 1938–1945 Kölmersdorf); seit 1971 ist es Pfarrkirche der neu errichteten Pfarrei Pisanica.

## Evangelische Kirchengemeinde

### Kirchengeschichte
Im Jahr 1565 wurde Pissanitzen evangelisches Kirchdorf und erhielt im selben Jahr seine Pfarrkirche. Das Dorf gehörte anfangs zur Inspektion Lyck und wurde später in den veränderten Kirchenkreis Lyck in der Kirchenprovinz Ostpreußen der Evangelischen Kirche der Altpreußischen Union eingegliedert. Erster Pfarrer der Kirche war der bereits seit 1552 hier amtierende Hieronymus Maletius (1525–1583), der sich nicht nur als Theologe, sondern auch als Buchdrucker, Übersetzer und Dolmetscher einen Namen machte.
Im Jahr 1925 zählte das Kirchspiel Pissanitzen 3.300 Gemeindeglieder, die in einem weit gestreuten Gebiet wohnten. Das Kirchenpatronat oblag den staatlichen Behörden.
Flucht und Vertreibung der einheimischen Bevölkerung brachte das Leben der Kirchengemeinde Pissanitzen bzw. Ebenfelde zum Erliegen. Heute leben nur wenige evangelische Kirchenglieder hier. Sie halten sich zur evangelischen Kirchengemeinde in der Kreisstadt Ełk (deutsch Lyck), einer Filialgemeinde der Pfarrei in Pisz (Johannisburg) in der Diözese Masuren der Evangelisch-Augsburgischen Kirche in Polen.

### Kirchspielorte
Bis 1945 gehörten zum Kirchspiel Pissanitzen (Ebenfelde):
| Name                         | Änderungsname 1938 bis 1945 | Polnischer Name  |  | Name        | Änderungsname 1938 bis 1945 | Polnischer Name |
| ---------------------------- | --------------------------- | ---------------- |  | ----------- | --------------------------- | --------------- |
| Czybulken                    |                             | Cybulki          |  | Loyen       | Loien                       | Łoje            |
| Czynczen                     | Zinschen                    | Czyńcze          |  | Makoscheyen | Ehrenwalde                  | Makosieje       |
| Gollubien B                  | Gollen                      | Golubie          |  | Pissanitzen | (ab 1926) Ebenfelde         | Pisanica        |
| Gollupken                    | Lübeckfelde                 | Golubka          |  | Ropehlen    | Kleinsentken                | Ropele          |
| Groß Lasken                  |                             | Laski Wielkie    |  | Sieden      |                             | Mazurowo        |
| Karolinenthal                |                             | Wólka Golubska   |  | Statzen     |                             | Stacze          |
| Kulessen                     |                             | Kulesze          |  | Sypittken   | Vierbrücken                 | Sypitki         |
| Kutzen, Dorf mit Kutzen, Gut |                             | Kucze mit Kuczki |  | Wyssocken   | Waltershöhe                 | Wysokie         |

### Pfarrer
An der Kirche in Pissanitzen (Ebenfelde) amtierten als evangelische Geistliche:
- Hieronymus Maletius, 1552–1567
- Georg von Helm, 1567–1588
- Matthias Burecko, 1588–1601
- Johann Boretius, ab 1602
- Paul Trentowius, 1608–1637
- Matthias Trentowius d. Ä., 1637–1673
- Matthias Trentowius d. J., 1671–1702
- Fabian Wedecke, 1702–1732
- Bernhard B. Olschewius, 1733–1738
- Michael Pisanski, 1738–1742
- Johann Christoph Funck, 1742–1748
- Samuel Ocronglowius, 1748–1758
- Andreas Trojan, 1758–1800
- Johann Thomas Skrodzki, 1800–1812
- Friedrich Hieronymus Maletius, 1812–1832
- Friedrich Ed. Hieronymus Maletius,
1832–1874
- Ferdinand Prophet, 1870–1878[A 2]
- Theodor Heinrich Schulz, 1878–1899
- Dietrich G. Hassenstein, 1900–1915
- Otto Emil Rauch, 1916–1919
- Theodor Heinrich H. Kaminski, 1920–1924
- Richard Czygan, 1926–1933
- Hermann Gesk, 1933–1939
- Werner Rousselle, 1939–1942
- Horst Adomat, 1942–1945

### Kirchenbücher
Von den Kirchenbüchern der Pfarrei Pissanitzen (Ebenfelde) haben sich erhalten und werden bei der Deutschen Zentralstelle für Genealogie (DZfG) in Leipzig aufbewahrt:
- Taufen: 1832 bis 1874
- Trauungen: 1832 bis 1874
- Begräbnisse: 1832 bis 1865.

## Katholische Kirchengemeinde

### Kirchengeschichte
Vor 1945 lebten nur sehr wenige Katholiken in Pissanitzen (im Jahr 1895 waren es 6, gegenüber 496 Angehörigen der evangelischen Kirche) bzw. Ebenfelde. Mit der Neuansiedlung von polnischen Bürgern nach 1945 kamen viele katholische Kirchenglieder nach Pisanica, die bald auch die bisher evangelische Kirche als ihr Gotteshaus betrachteten. Es entstand hier eine Gemeinde, die anfangs noch Filialgemeinde der Pfarrei in Wiśniowo Ełckie (Wischniewen, 1938–1945 Kölmersdorf) im Bistum Ermland war. Am 15. Mai 1971 wurde in Pisanica eine eigene römisch-katholische Pfarrei gebildet und die Kirche der Mutter Gottes, der Königin von Polen gewidmet. Sie ist heute Teil des Dekanats Miłosierdzia Bożego in Ełk im Bistum Ełk der Römisch-katholischen Kirche in Polen.

### Pfarreiorte
Zur Pfarrei (polnisch Parafia) Pisanica gehören acht Dörfer:
| Name             | Deutscher Name                   |  | Name     | Deutscher Name                  |
| ---------------- | -------------------------------- |  | -------- | ------------------------------- |
| Czyńcze          | Czynczen 1938–1945 Zinschen      |  | Pisanica | Pissanitzen 1926–1945 Ebenfelde |
| Kucze mit Kuczki | Kutzen, Dorf mit Gut             |  | Romanowo | Romanowen 1938–1945 Heldenfelde |
| Łoje             | Loyen 1938–1945 Loien            |  | Stacze   | Statzen                         |
| Makosieje        | Makoscheyen 1938–1945 Ehrenwalde |  | Wysokie  | Wyssocken 1938–1945 Waltershöhe |